# Andoung Meas
Andoung Meas (tiếng Khmer: អណ្តូងមាស) là một huyện ở đông bắc Campuchia, ở tỉnh Ratanakiri, dân số huyện này là 6.896 (1998)  Andoung Meas có đường biên giới chung với huyện Ia H'Drai, tỉnh Kontum (Việt Nam) và huyện Ia Grai, tỉnh Gia Lai (Việt Nam) ở phía đông. Phía bắc và tây bắc giáp huyện Ta Vaeang cùng tỉnh, phía nam giáp hai huyện O Ya Dav và Bar Kaev, phía tây giáp huyện Ou Chum.

## Đơn vị hành chính
Huyện này được chia ra thành 4 xã (khum), các xã này được chia ra thành 21 thôn (phum).
| Khum (xã) | Phum (làng)                                       |
| --------- | ------------------------------------------------- |
| Malik     | Malik, Katae, Ka Hal, Loum                        |
| Mai Hie   | Tang Chi, Dal, Tang Se, Nhang                     |
| Nhang     | Ka Chut, Nay, Muy, Peng, Chang, Ta Nga, Chay, Ket |
| Ta Lav    | Ta Lav, In, Ka Nat, Katae, Ka Nong                |